# Szőcs Áron

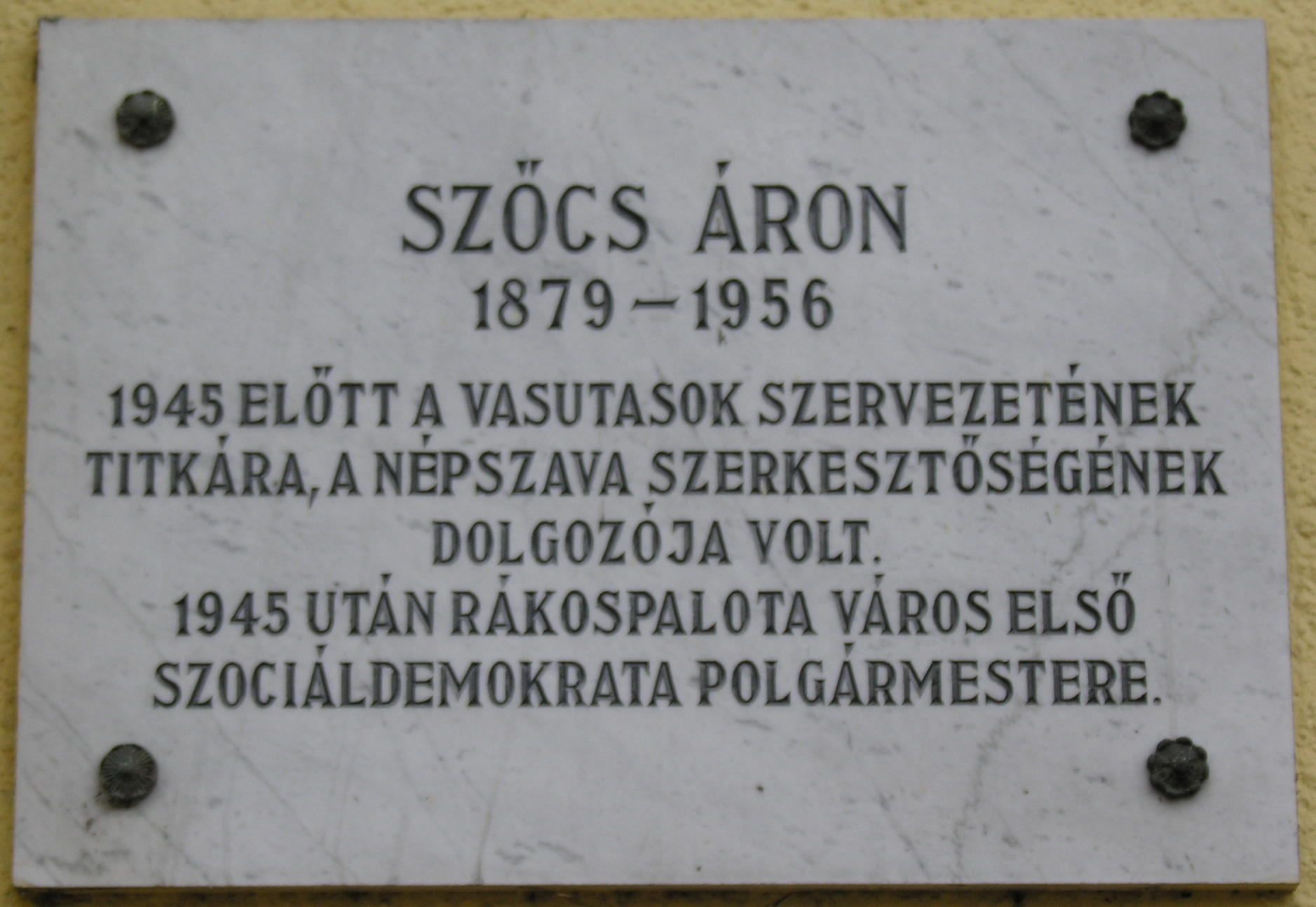
Szőcs Áron emléktáblája

Szőcs Áron (Szentegyházas-Oláhfalu, 1879. február 14. – Budapest, 1956. március 2.) lakatos, polgármester.

## Életpályája
Szőcs Péter és Kusztura Erzsébet gyermekeként született 1879-ben. 1905. május 28-án Budapesten a Terézvárosban feleségül vette Puskás Jolántát, Puskás Sándor és Matis Mária lányát. A tanácsköztársaság alatt elnöke volt a miskolci III. hadtest forradalmi törvényszékének. Csanád vármegyében direktóriumi elnöki tisztjét töltötte be, majd direktóriumi tag volt a MÁV Istvántelki Főműhelyében, ahol egyébként lakatosként dolgozott. 1919 augusztusában választották meg Rákospalota intézőbizottságának alelnökévé, a tanácsköztársaság bukását követően bebörtönözték. A helyi szociáldemokrata mozgalomnak volt a vezéralakja, az 1930-as években már aktívan részt vett a közéletben. Később a Vasutasok Szakszervezetének titkárává nevezték ki, az 1940-es években a Népszava szerkesztőségében dolgozott. 1945. február 6-án Rákospalota polgármestere lett. 1947-ben mondott le tisztségéről, s egyúttal a politikai élettől is visszavonult. Elhunyt 1956. március 2-án, örök nyugalomra helyezték 1956. március 7-én délután 3 órakor a Rákospalotai köztemetőben.

## Emlékezete
- Nevét 1961-től 2011-ig utca viselte Rákospalotán.